# Ön (rysk film)
Ön (ryska: Остров) är en rysk dramafilm från 2006 av regissören Pavel Lungin. Filmen handlar om en rysk-ortodox munk, Fader Anatolij, och dennes personliga frälsnings- och försoningsdrama. I huvudrollen ser vi Pjotr Mamonov, som tidigare hade samarbetat med Lungin och lär ha varit ett självklart val; regissören har rentav hävdat att mötet med Mamonov var början på hans kreativa skapande. Filmen är inspelad nära Kem i Karelen. 

## Handling
Berättelsen tar sin början under andra världskriget. Den unge eldaren Anatolij transporterar kol på ett sovjetiskt fraktfartyg tillsammans med kaptenen Tichon. Tyska trupper bordar fartyget och finner Anatolij, som gömt sig bland kolet. Full av skräck inför att dödas röjer han omedelbart kaptenens gömställe. Den tyske befälhavaren ställer Anatolij inför ett fruktansvärt val: han får ett vapen och löftet att han skall gå fri, om han skjuter Tichon. Anatolij darrar av skräck, men avlossar slutligen vapnet. Den träffade Tichon faller över relingen ned i det iskalla vattnet och försvinner. Tyskarna lämnar Anatolij på skeppet, men vad denne inte vet är att de också hade apterat en bomb ombord. Skeppet exploderar och Anatolij slungas ut i havet.
Några munkar hittar Anatolij uppspolad på en närbelägen ö. De för honom till sitt kloster, och Anatolij blir en av dem. Ett stort antal år senare får vi möta Anatolij igen, nu som Fader Anatolij - en helig dåre som gång efter annan ha visat sig vara synsk. Vi får följa honom i mötet med ett antal personer som söker hans hjälp och andliga vägledning, såsom en ung kvinna som vill ha hans välsignelse för att göra abort, en änka som vill veta sin makes öde och en handikappad liten pojke samt dennes mor. I alla dess möten agerar Anatolij på ett sådant sätt man kan förvänta sig av en helig dåre; förvisso fromt, men också obegripligt och provocerande för att mana till efterlevnad av Guds lagar. Även klostrets igumen blir utsatt för fader Anatolijs heliga dårskap, och får en tankeställare om den egna kärleken till världsliga ting. Anatolij dömer emellertid ingen, förutom sig själv. Vi får veta att hans samvete plågar honom över att ha förrått och skjutit Tichon, den där gången på skeppet, och han ber ständigt för sin själ på grund av detta. Jesusbönen återkommer som ett tydligt ledmotiv genom hela filmen.
Så småningom uppsöks klostret av en amiral och dennes dotter, som är besatt av onda andar. Anatolij finner ett sätt att kommunicera med demonerna (genom att kackla som en höna) och lyckas driva ut dem ur henne. Det uppdagas nu att amiralen inte är någon annan än hans gamle kamrat Tichon, som på ett mirakulöst sätt har överlevt Ishavet, och kunnat fortsätta sin bana i den sovjetiska flottan. Han förlåter Anatolij och denne finner sig därefter själv beredd att gå hädan. Han sluter sina ögon till den sista vilan med orden I dina händer, Herre Gud, befaller jag nu min ande. Filmen avslutas med att Anatolijs kista förs iväg i en roddbåt till sin gravplats, och försvinner i dimman.

## Mottagande
Ön hade smygpremiär den 27 juni 2006 vid filmfestivalen i Moskva. Den 9 september samma år hade den premiär som avslutning på Filmfestivalen i Venedig. Senare samma år, runt jul, visades filmen på rysk TV. Det enda program som under perioden drog större tittarsiffror var Vladimir Putins nyårstal. Filmen mottog även lovord av Rysk-ortodoxa kyrkans överhuvud, patriarken Aleksij II . 
Ön har mottagit ett antal utmärkelser, såsom bland andra Nikapriset för bästa film, bästa regissör, bästa skådespelare (Mamonov), Guldörnen i samma kategorier, Ryska nationella filmpriset,  "George" , för bästa ryska film .

## Roller
- Pjotr Mamonov - Fader Anatolij
- Timofej Tribuntsev - Den unge Anatolij
- Viktor Sukhorukov - Fader Filaret
- Dmitrij Djuzhev - Fader Job
- Jurij Kuznetsov - Tichon
- Alekseij Zelenskij - Den unge Tichon
- Viktorija Isakova - Nastja
- Nina Usatova - Änkan
- Jana Esipovitj - Flickan
- Olga Demidova - Modern
- Grisha Stepunov - Pojken
- Sergej Burunov - Adjutant
- Tyskar, munkar och ryskt lekfolk